# Riesschule

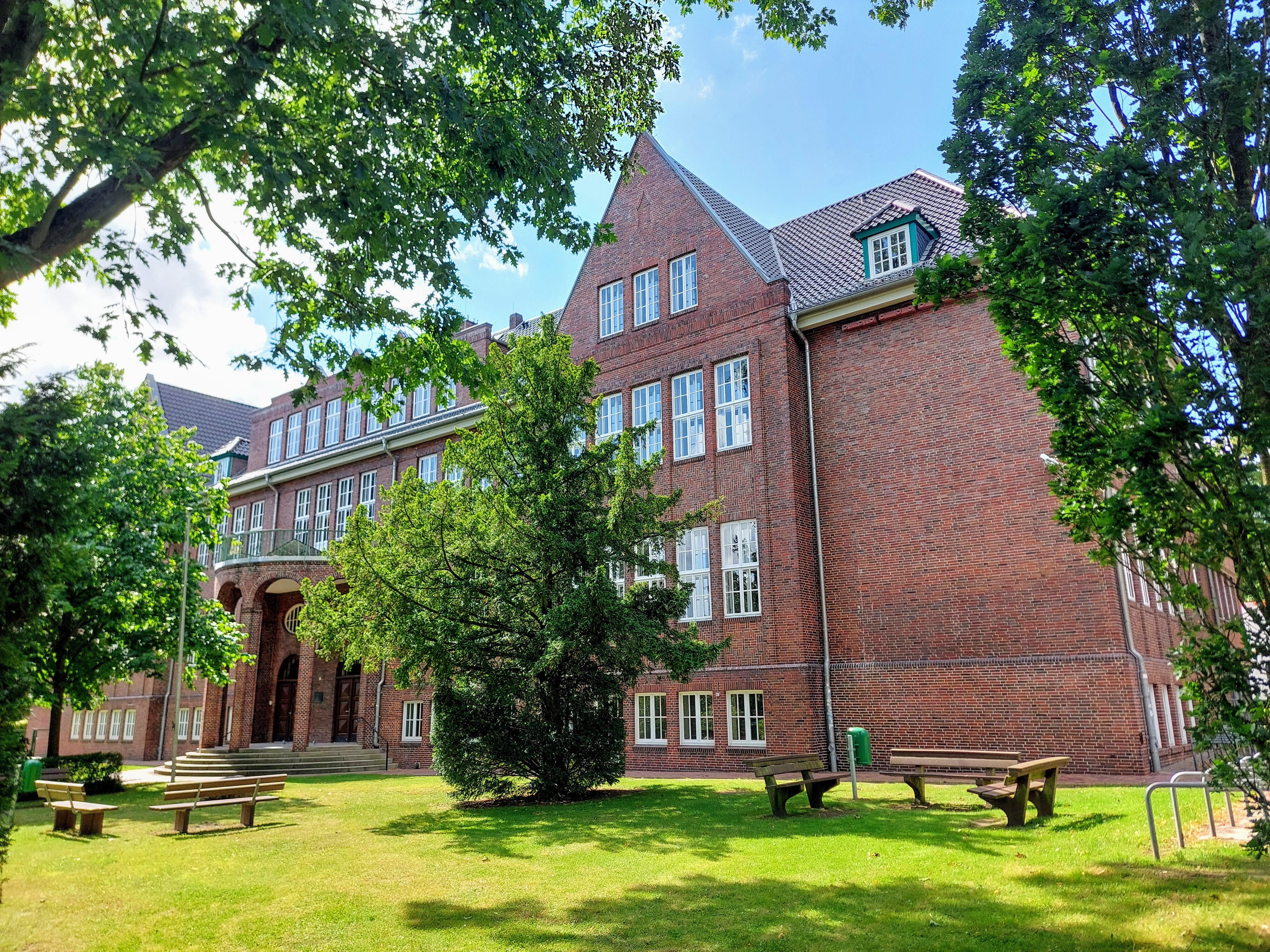
Schulgebäude, Südostfassade (2024)

Die Riesschule als Gymnasium Ritterhude in der niedersächsischen Gemeinde Ritterhude, Goethestraße 8, stammt aus dem ersten Drittel des 20. Jahrhunderts. Aktuell (2025) wird sie als Oberstufe des Gymnasiums genutzt.
Das Gebäude steht unter Denkmalschutz (siehe auch Liste der Baudenkmale in Ritterhude).

## Geschichte und Beschreibung

### Riessschule
Die in Ritterhude geborenen Gebrüder Ries wanderten in den 1860er Jahren nach Amerika aus und gründeten mit ihrem dort erworbenen Vermögen mehrere Stiftungen zur Verschönerung und Verbesserung der Stadt Ritterhude. Von 1912 bis 1933 ließen sie aus Mitteln dieser Stiftungen sechs Gebäude (Turnhalle, Apotheke, Rathaus, Pfarrhaus mit Konfirmandensaalgebäude, Riesschule, Postgebäude) errichten.
Das dreigeschossige traufständige verklinkerte L-förmige Gebäude, mit ziegelgedecktem Walmdach mit Giebelgauben wurde 1930 nach Plänen von Regierungsbaumeister Friedrich August Wilhelm Schuckmann (Bremen) gebaut, aus Mitteln der Geschwister Ries. Die symmetrische Straßenfassade wurden gestaltet durch zwei fünfachsige seitliche Giebelrisalite mit Satteldächern und der mittigen Eingangszone unter halbrund vorkragendem und von Pfeilern getragenem Vorbau sowie sparsamen Fassadenschmuck in Backstein.
Das Landesdenkmalamt befand u. a.: „… Backsteinbau in leicht expressionistischer Formgebung … .“
Der Architekt Friedrich Schuckmann hat in Ritterhude entworfen: Apotheke (1926), Rathaus (1928), Pfarrhaus (1929), Riesschule (1930) und Postgebäude (1932/33).

### Gymnasium Ritterhude
Das Gymnasium ist seit 2005 eigenständig. Es hat aktuell (2024) 714 Schülerinnen und Schüler, die von 65 Lehrkräften unterrichtet werden sowie neun weitere Kräfte. Es besteht aus den Gebäuden
- der sanierten Riesschule für die Oberstufe,
- dem Schulzentrum Moormannskamp von 1974 bis 1976, bestehend aus zwei eigenständige Schulen – dem Gymnasium und der Haupt- und Realschule – sowie der Cafeteria und Essensausgabe und der benachbarten Turnhalle,
- und dem sanierten Altbau der Außenstelle Ritterhude des Gymnasiums Osterholz, welche in den 2000er Jahren durch den dreigeschossigen Neubau mit 13 Klassenräumen und Fachräumen für das Gymnasium ergänzt wurde. Ein Sportplatz liegt hinter der Riesschule an der Hegelstraße.

Die Schule gliedert sich in diversen (z. Z. 18) Fachbereichen. Im Bereich Fremdsprachen beginnt die Schule im Jahrgang 5 mit Englisch, in der 6. Klasse kann Französisch oder Latein oder Spanisch als 2. Fremdsprache gewählt werden. In der 10. Klasse besteht die Möglichkeit, das Latinum zu erwerben. Mit Spanisch kann auch in der Einführungsphase begonnen werden. Französisch kann in der Qualifikationsphase auf erhöhtem Niveau belegt werden.
In der Oberstufe gibt es drei bis vier Lerngruppen pro Jahrgang mit sprachlichen Schwerpunkt, mit mathematisch-naturwissenschaftlicher Ausrichtung und mit gesellschaftswissenschaftlichen Profil.
Zum Angebot zählen u. a.: Arbeitsgemeinschaften, Förderangebote PLUS, Theater-AG, Projekte zu Jugend forscht, Verkehrserziehung, Sozialisierung, Sport (Kurse, Mannschafts-, Individualsport), Partnerschule, Erdkundewettbewerb, Auslandsschulaufenthalt, Sprachdiplom, Berufs- und Studienorientierung. Bibliotheken befinden sich am Moormannskamp und in der Riesschule.
Der Schulverein Ritterhude zur Förderung der weiterführenden Schulen unterstützt die Haupt- und Realschule und das Gymnasium. Er ist der Träger der Cafeteria.